# Maseras (Gironda)
Maseras (en francès Mazères) és un municipi francès situat al departament de la Gironda i a la regió de la Nova Aquitània. Al seu terme municipal es troba el castell de Ròca Talhada.

## Demografia
| 1962                                       | 1968 | 1975 | 1982 | 1990 | 1999 | 2007 |
| ------------------------------------------ | ---- | ---- | ---- | ---- | ---- | ---- |
| 435                                        | 453  | 406  | 383  | 453  | 457  | 617  |
| Des de 1962: població sense dobles comptes |      |      |      |      |      |      |

## Administració
| Període | Identitat     | Partit |
| ------- | ------------- | ------ |
| 1995-   | Michel Armand |        |